# William Whiteman Fosdick
William Whiteman Fosdick (28. ledna 1825 v Cincinnati  –  8. března 1862 tamtéž) byl americký právník, básník a romanopisec.

## Životopis
Narodil se v Cincinnati v Ohiu jako syn Thomase K. Fosdicka a Julie Drakeové. Jeho otec pracoval jako obchodník a bankéř, jeho matka jako divadelní herečka. Fosdickovou nevlastní sestrou byla divadelní herečka Julia Deanová. Jeho otec zemřel v roce 1829 a jeho matka o tři roky později. Po absolvování Transylvania University v Lexingtonu v Kentucky začal studovat práva u právníka Garnetta Duncana v Louisville.
První básnické dílo s názvem Malmiztic, the Toltec; and the Cavaliers of the Cross vydal Fosdick roku 1851. Roku 1852 se přestěhoval do New Yorku, kde v roce 1855 sbírku básní pod názvem Ariel a jiné básně s ilustracemi od Elmslieho Williama Dallase.
Po sedmi letech v New Yorku se Fosdick vrátil do rodného města Cincinnati, kde v roce 1860 začal vydávat ilustrovaný časopis The Sketch Club, který podporovali místní umělci a mecenáši. William Whiteman Fosdick zemřel ve městě Cincinnati dne 8. března roku 1862, ve věku 37 let.